# 奧爾登 (愛荷華州)
奧爾登是美国艾奥瓦州哈丁縣下轄的一个城市。2010年人口统计为787人。